# Phyllanthus hodjelensis
Phyllanthus hodjelensis là một loài thực vật có hoa trong họ Diệp hạ châu. Loài này được Schweinf. miêu tả khoa học đầu tiên năm 1899.